# Fearless (álbum de Taylor Swift)
Fearless é o segundo álbum de estúdio da artista musical estadunidense Taylor Swift. O seu lançamento ocorreu em 11 de novembro de 2008, através da Big Machine Records. Produzido ao longo de 2007 e 2008, o disco incorpora elementos da música country que também estiveram presentes em seu antecessor, Taylor Swift (2006), trazendo ainda uma sonoridade misturada à da música pop em sua essência. Todas as canções inclusas nas duas versões do álbum (Padrão e Platina) foram escritas pela própria Swift em parceria com autores como Liz Rose e a também cantora e compositora estadunidense Colbie Caillat, sendo oito delas criadas sem a parceria de outros escritores. Parte do material compilado para o álbum foi extraído de um arquivo de mais de 250 composições pertencentes à cantora, enquanto a outra parte foi desenvolvida durante as viagens da artista pelos Estados Unidos como parte da promoção de seu álbum de estreia. As letras evocam temas como o amor adolescente, a rejeição e a autocapacitação, aliadas a cenários referentes a contos de fadas.
Assim que chegou às lojas, Fearless experimentou um sucesso crítico e comercial instantâneo. Em sua primeira semana de vendas teve exatas 592 304 cópias distribuídas ao redor dos Estados Unidos, estreando na primeira posição da Billboard 200 e da tabela de álbuns country e registrando a maior semana de vendas para uma cantora no ano de 2008. Foi também muito bem avaliado pela crítica, obtendo uma média de 73 pontos em 100 de aprovação no agregador de resenhas online Metacritic, baseados em 14 resenhas recolhidas. Na lista de fim de ano divulgada pela Billboard em 2009, foi apontado como o álbum mais vendido do ano no país de origem da cantora, superando a marca de 3 milhões e 200 mil unidades vendidas até então, tornando Swift a artista mais jovem da história a conseguir atingir tal feito. Até dezembro de 2015, havia vendido mais de 7 milhões de cópias em território estadunidense, marcando assim sua entrada na lista dos álbuns mais vendidos dos últimos anos. No mercado internacional, foi certificado em um grande número de países e regiões por suas vendas, atingindo um total de mais de 12 milhões de cópias distribuídas ao redor do globo.
O lançamento de Fearless foi precedido pela divulgação do single "Love Story", que representou uma nova etapa na carreira de Swift devido a seu grande sucesso comercial ao redor do mundo. Ao fazer entradas entre as dez primeiras posições das tabelas musicais de países como os Estados Unidos, Japão, Reino Unido, Canadá e Austrália, "Love Story" fez com que sua intérprete passasse a ser mundialmente reconhecida, conquistando inúmeros prêmios e atingindo um grande número de vendas. Os singles seguintes obtiveram sucesso inferior e alguns casos, semelhante. "White Horse", segundo compacto liberado para promover o disco, falhou ao tentar repetir o sucesso de seu antecessor, tendo como posição de maior destaque o 13º lugar da tabela americana Billboard Hot 100. Seu sucessor, "You Belong with Me", foi mais um grande sucesso da carreira de Swift, chegando a atingir o 2º posto do Hot 100, apesar de não ter superado o anterior em vendas e posições nas paradas. As duas canções liberadas como quarto e quinto singles, "Fifteen" e "Fearless", também obtiveram um desempenho regular como o de "White Horse", destacando-se apenas no país de origem de sua intérprete.
O reconhecimento pelo trabalho feito no disco foi feito também através de diversas premiações as quais as músicas, o álbum em si e sua intérprete foram nomeados. No ano de 2010, Swift recebeu um total de 8 indicações para o 52º Prêmios Grammy, vencendo 4 delas: as de "Álbum do Ano" e "Melhor Álbum Country" por Fearless e as de "Melhor Canção de Country" e "Melhor Performance Vocal Country" por "White Horse". Além destes, o disco recebeu outros inúmeros prêmios e nomeações, o que tornou-o o disco mais premiado da história de seu gênero musical. Para promover Fearless, a cantora embarcou em sua primeira turnê musical, a Fearless Tour, que durou pouco mais de um ano. Nesse período, ela visitou diversas cidades da América do Norte e passou por países como o Reino Unido, Japão e Austrália. Na lista de faixas do evento foram inclusas quase todas as canções contidas em Fearless, além de algumas faixas do álbum de estreia da artista. A turnê foi documentada em vídeo e divulgada ao público através do especial televisivo Journey to Fearless, que mais tarde foi transformado em um DVD e lançado em várias regiões do planeta. Uma edição regravada do álbum, Fearless (Taylor's Version), foi lançada em 9 de abril de 2021.

## Antecedentes e desenvolvimento
Swift começou a compor letras de canções aos onze anos de idade, logo após uma viagem mal sucedida a Nashville na qual ela e sua mãe foram em busca de um contrato com uma grande gravadora. Três anos depois, ao fazer uma nova tentativa, a cantora finalmente conseguiu assinar com um grande selo, sendo este a Sony/ATV Music Publishing, que na época ficou responsável pela publicação de suas composições. No ano seguinte, um novo contrato foi assinado, desta vez com a Big Machine Records, que seria responsável pelo lançamento e divulgação do álbum de estreia da artista. Quando assinou com a empresa, Swift já havia escrito mais de 250 canções, algumas delas sozinha e outras em parceria com compositores e produtores musicais como Liz Rose e Robert Ellis Orrall. Ao dar início à compilação de material para seu primeiro álbum de estúdio, a artista utilizou algumas canções que havia arquivado ao longo desse período, optando por manter as demais guardadas para, segundo ela, utilizar na produção de um segundo e terceiro discos. Sobre essa decisão, comentou: "Eu tenho sido bem egoísta com minhas canções. Eu tinha o sonho do lançamento desse projeto [Taylor Swift] por tantos anos que eu tive que estocá-las. E eu fico muito feliz com isso, porque agora temos um segundo álbum cheio de faixas e um terceiro também. E eu não tive de mexer um dedo".
Em 2007, no período em que abriu turnês de artistas como George Strait e Brad Paisley pelos Estados Unidos, Swift deu início à composição de novas faixas, no intuito de montar seu segundo disco de inéditas, que na época já tinha um título definido: Fearless. "Eu escrevi muitas delas sozinha, especialmente quando eu estive na estrada. Eu adoro escrever em turnês — geralmente faço no local do concerto. Procuro um lugar quieto em alguma sala, como o vestiário, por exemplo", comentou. Durante o período de escrita, ela influenciou-se pelo estilo de Sheryl Crow e de Paisley, citando o jeito sincero e verdadeiro de contar histórias de Crow e a natureza tocante e engraçada de Brad. A artista procurou manter o amor como elemento temático nuclear do álbum. Ela não queria alienar seus admiradores com músicas sobre a vida na estrada, uma vez que afirmou nunca ter tido afinidade quando mais jovem. "Eu sempre tento escrever mais sobre o que eu sinto em relação aos garotos e o amor porque é isso que me fascina mais que qualquer coisa — o amor e o que ele faz conosco, como nós tratamos e somos tratados pelas pessoas. Eu associo cada canção no disco ao amor", disse. Embora tenha revelado que não beijava rapazes há dois anos, Swift afirmou que a inspiração amorosa não estava "seca" no produto, uma vez que já tinha passado por términos de relacionamento. Adicionando que não era difícil para si abordar este assunto e "colocar toda a sua emoção", a compositora explicou que não é necessário recorrer ao beijo para se demonstrar carinho e para sentir decepção, frustração e/ou coração partido.
Durante uma entrevista concedida à UnRated Magazine em julho do mesmo ano, a cantora revelou que havia escrito cerca de 75 canções inéditas para a concepção da obra. No entanto, também foram incluídas composições anteriormente criadas; Taylor achava que havia histórias que não tinha tido oportunidade de contar em Taylor Swift, decidindo inclui-las em Fearless. Pouco tempo depois, essas composições foram somadas a mais algumas faixas inéditas, estas escritas em parceria com Rose, John Rich e com a também cantora e compositora estadunidense Colbie Caillat. As sessões de gravação foram feitas em períodos separados que se estenderam até o verão de 2008 no Hemisfério Norte, logo após o término da turnê com Strait e em meio à conclusão do curso do ensino médio da artista e sua participação como ato de abertura em uma das turnês do grupo country Rascal Flatts; foram realizadas em conjunto com Nathan Chapman, que co-produziu todas exceto uma música do produto de estreia da cantora. Swift foi creditada como co-produtora em todas as canções selecionadas para a lista do disco, tornando o seu envolvimento com o projeto maior do que o registrado em seu primeiro álbum e fazendo com que ela tivesse sua primeira experiência de produção musical. Os dois gravaram e eliminaram uma abundância de faixas da listagem final com o objetivo de manter apenas o melhor conteúdo; um total de treze foi estipulado, por ser este o número da sorte da estadunidense. Para ajudar na escolha, ela apresentou diversas inéditas — "Permanent Marker", "Missing You", "I'd Lie", "Sparks Fly" e "Fearless" — no Gold Country Casino em Las Vegas em 29 e 30 de maio de 2007; apenas a última foi selecionada para a compilação final; "Sparks Fly" seria mais tarde incluída em Speak Now (2010). Até janeiro de 2008, metade da tracklist já tinha sido gravada; a outra parte foi realizada em duas sessões: uma em março de 2008 e outra em algum momento durante o verão boreal do mesmo ano.

## Título, capa e lançamento
A ideia de dar ao disco o título de Fearless surgiu logo depois que Swift compôs a homônima "Fearless". A partir deste momento, a palavra (que em português significa "destemida") passou a fazer parte do cotidiano da cantora. Ela a definiu da seguinte maneira: "'Fearless' não significa dizer que você não tem medos ou que é a prova de balas. Significa que você, mesmo tendo vários temores, segue em frente". Após concluir a composição da faixa e cogitar dar ao álbum o mesmo nome, Swift procurou certificar-se de que este era realmente o título certo a escolher. Para ter essa certeza, a cantora buscou o significado de "fearless" dentro de cada uma das composições. Tendo-o encontrado e analisado, ela decidiu enfim dar à obra o mesmo título da faixa. No encarte da edição física do produto, ela explica o significado do título:
| “ | O álbum se chama Fearless, e eu gostaria de deixar claro porque escolhemos esse título. Para mim, ser destemido não indica ausência de medo. Não é ser completamente sem medo. Para mim, ser destemido é ter medo, ter dúvidas. Muitas delas. Ser destemido é continuar vivendo com as coisas que te deixam com muito medo. Ser destemido é se apaixonar loucamente de novo, mesmo tendo se decepcionado antes. Ser destemido é entrar na sala no seu ano de calouro do ensino médio, com quinze anos. Ser destemido é levantar e lutar pelo que você quer de novo e de novo... mesmo que tenha fracassado em todas as tentativas anteriores. É ser destemido ter fé que um dia as coisas vão mudar. Ter coragem de dar adeus à uma pessoa que só te machuca, mesmo que você não consiga respirar sem ela. Eu também acho que é ser destemido se apaixonar por seu melhor amigo, mesmo que ele esteja apaixonado por outra pessoa. E quando alguém te pede desculpas por algo que nunca vai parar de fazer, é ser destemido parar de acreditar nessa pessoa. É ser destemido dizer "você NÃO está arrependido". Amar alguém, não importa o que os outros digam, é ser destemido. Permitir-se chorar no chão do banheiro é ser destemido. Deixar pra lá é ser destemido. Então, seguir em frente e ficar bem... é ser destemido também. Mas não importa o que o amor te joga, você tem de acreditar nisso. Você tem de acreditar em histórias de amor, príncipes encantados e o 'felizes para sempre'. Por isso que escrevi essas canções. Porque acho que o amor é destemido. | ” |

Da mesma maneira que em Taylor Swift, a artista envolveu-se bastante no processo de criação da arte gráfica do disco. As imagens foram fotografadas por Joseph Anthony Barker, Ash Newell e Sheryl Niels, enquanto que a capa e os designs gráficos foram executados por Leen Ann Ramey, da Ramey Design. A imagem de capa exibe o corpo da cantora da cintura para cima, envolto em um vestido arrumado e justo. A explosão dos cabelos voando, adiciona artificialidade à imagem final, provavelmente realizada por meio da combinação de um ventilador no estúdio com um trabalho de edição de photoshop. Os cachos, que no primeiro álbum possuíam aspecto mais selvagem, apresentam nessa capa a aparência de maior brilho e controle, mesmo jogados ao vento, revelando uma versão mais produzida da cantora. O produto chegou às lojas dos Estados Unidos e do Canadá em 11 de novembro de 2008, através das gravadoras Big Machine Records e Universal Music Group, e quatro dias depois no varejo australiano. Acabou por ser relançado na Austrália em 27 de fevereiro de 2009, em uma edição limitada com faixas bônus originadas do primeiro disco da artista e uma nova capa. O mercado internacional somente recebeu Fearless em 2 de março de 2009, quando foi lançado na Espanha através da Universal Music da região. Seguiu-se a distribuição em um grande número de países logo após; a Universal, companhia musical de âmbito mundial, foi a responsável pela distribuição em todos eles.
Swift começou a regravar seus primeiros seis álbuns de estúdio, incluindo Fearless, em novembro de 2020. A decisão veio após uma disputa pública com o gerente de talentos Scooter Braun, que adquiriu os masters dos primeiros seis álbuns de estúdio da cantora — nos quais ela estava tentando comprar por anos — após sua saída da Big Machine Records em novembro de 2018. A regravação de Fearless, renomeada Taylor's Version, foi lançada em 9 de abril de 2021, pela Republic Records. Esse apresenta todas as faixas da edição Platinum, o single da trilha sonora do filme Valentine's Day, "Today Was a Fairytale" (2010), e seis faixas inéditas.

## Estrutura musical
É o mesmo tipo de álbum que eu fiz [em 2006] — apenas dois anos mais velho. Em termos sonoros, é o tipo de música que eu gosto de escrever, country, mas eu acho que tendo em conta o assunto principal e algumas melodias que eu gosto de usar, [as faixas] têm apelo crossover.

—Swift descrevendo Fearless para o The Oakland Press.
Swift compôs a faixa de abertura, "Fearless", em conjunto com Rose e Hillary Lindsey enquanto estava em turnê. É baseada em uma instrumentação de violão, fiddle e banjo, e, liricamente, trata sobre tomar coragem em uma relação amorosa ao descrever um encontro romântico. Ela já havia contemplado a ideia de um primeiro encontro perfeito, algo que ainda tinha que experienciar, e, embora não estivesse namorando à época, a artista inspirou-se por seus desejos e não pela realidade. "Fifteen" foi escrita sobre o primeiro ano da cantora no ensino médio, durante o qual estudava na na instituição Hendersonville High School, onde conheceu a sua melhor amiga Abigail Anderson. Ao criá-la, Taylor focou em como ela e Anderson apaixonaram-se pela primeira vez e tiveram seu coração partido, iniciando com a ponte "E Abigail deu tudo o que tinha para um menino / Que mudou de ideia e ambas choramos", e escrevendo todo o resto em uma sucessão de ideias reversa. A intérprete escreve em algumas passagens da obra mensagens de advertência, destinadas a orientar os adolescentes que já ou ainda vão entrar no ensino médio. Após Abigail concordar com a inclusão da faixa em Fearless, a musicista a gravou e chorou enquanto o fazia. "Love Story" foi uma das últimas a serem conceptualizadas para o disco. A inspiração por trás dela surgiu a partir de um namorado que a cantora teve, do qual sua família e amigos não gostavam. Sentindo-se relacionada à tragédia shakesperiana Romeu e Julieta (1597), uma de suas narrativas preferidas, ela compôs a obra sozinha no chão de seu quarto em aproximadamente vinte minutos. Iniciando com a linha "Esse amor é difícil, mas é real", que foi mais tarde incluída no segundo refrão da produção final, a autora alterou a conclusão dada em Romeu e Julieta, dando aos personagens um final feliz, como achava que mereciam. Com exceção da conclusão ficcional, a canção foi feita com base em experiências da própria vida de Swift e, para ela, foi otimista mostrar como encontrar a pessoa certa pode superar o ceticismo.
A estadunidense escreveu "Hey Stephen" sobre o que sentia por Stephen Barker Liles, da banda Love and Theft, que abriu diversos concertos para ela. É caracterizada por uma lúdica melodia de teen pop acompanhada por um suave órgão Hammond B-3. Enquanto gravava a faixa no estúdio de John McBride, esposo de Martina McBride, ele disse que seus filhos desejavam muito conhecê-la. Desta forma, a artista convidou eles e os seus amigos para assistir à sessão; eles também participaram da faixa, estalando os dedos. "White Horse" foi desenvolvida quase um ano antes do lançamento do CD. É uma balada, e sua instrumentação é composta principalmente de um violão acústico e de um piano suave, apresentando também toques de violoncelo. A produção, no entanto, é escassa, deixando a ênfase nos suaves e sussurrados vocais da intérprete. O primeiro verso foi escrito completamente pela jovem; pouco depois, ela telefonou para Rose pedindo-lhe ajuda com a composição, que foi completada em quarenta e cinco minutos. Sua concepção foi desencadeada através da inspiração em um namorado da musicista, o qual ela considerava um príncipe, mas descobriu que não no momento da ruína da relação. Segundo a artista, foi o seu ex que provocou a canção, mas conforme ela ia escrevendo, derivava desta direção. Originalmente, a canção não seria incluída em Fearless, devido a Swift acreditar que a tristeza já estava representada com precisão no disco; com isso, ela estava planejando inserir a faixa em seu terceiro álbum de estúdio (que seria Speak Now). No entanto, os planos mudaram após Betsy Beers e Shonda Rhimes, produtoras de Grey's Anatomy, série favorita da intérprete, decidirem usá-la na produção. "You Belong with Me", sexta obra no alinhamento, nasceu após Taylor ouvir um amigo seu discutindo com a namorada no telefone. Segundo a jovem, seu amigo agia na defensiva enquanto a namorada gritava com ele: "Não, amor... Eu tive que desligar o telefone muito rapidamente... Eu tentei ligar de volta... É claro que eu te amo. Mais do que qualquer coisa! Amor, eu sinto muito". Tendo isso em base e com a simpatia que sentia por ele, a compositora iniciou a criação de uma faixa nesse contexto de desentendimento, fazendo ainda uma história linear fictícia na qual era apaixonada por ele. A canção é baseada em ganchos vocais agudos e com altos-e-baixos, enquanto a instrumentação consiste de banjos ao lado de guitarras elétricas com estilo de new wave.
Na balada "Breathe", o acompanhamento é composto inteiramente de instrumentos de cordas, e Swift canta sobre um cenário de amor-que-deu-errado. É uma colaboração entre a artista e Colbie Caillat. Taylor demonstrou interesse no trabalho de estreia de Caillat, Coco (2007). As duas marcaram uma sessão de composição para coincidir com o concerto que Colbie iria fazer em Nashville. Foi nesse encontro que "Breathe" surgiu; a base foi um amigo muito próximo que Swift perdeu. Caillat mais tarde gravou vocais de apoio para a faixa, em um volume alto o suficiente para o público reconhecê-la. O posto número nove da lista é ocupado por "Tell Me Why". A jovem a escreveu sobre um garoto pela qual estava apaixonada, mas nunca chegou a ter um relacionamento. Enfurecida por seu comportamento ultrajante e inconsistente em relação a ela, a cantora foi até a casa de Rose e contou-lhe sobre o ocorrido, dizendo que estava cansada de suas atitudes e da discrepância entre suas palavras e ações, dentre outras coisas. Sua raiva tornaria-se mais tarde "Tell Me Why". No momento em que seu relacionamento começou a desabar em razão do seu parceiro, que só mentia e era cheio de segredos, nasceu "You're Not Sorry", uma balada com influências de rock. A obra inicia com piano e progressa para o uso de guitarras elétricas na metade de sua duração. O título e a história fictícia de "The Way I Loved You", na qual a estadunidense diz preferir se relacionar com homens complicados, foram desenvolvidos pela intérprete e ela foi escrevê-la com Rich, que se identificou com enredo por ser uma pessoa complicada em relacionamentos. Durante a composição, dois pontos de vista foram utilizados, o que foi considerado "incrível" por Swift.
A décima-primeira faixa, "Forever & Always", foi uma adição de última hora, sendo composta pouco antes da masterização de áudio ser realizada e da impressão dos encartes do CD físico. Swift a escreveu sobre o término de sua relação com o também cantor Joe Jonas. Na época, Jonas começou a apresentar mudanças em relação a ela, que se perguntava o porquê. Depois disso, o cantor iniciou um relacionamento com a atriz Camilla Belle, que conheceu durante as gravações do vídeo musical de "Lovebug" (2008). Embora tenha sido uma das últimas no processo de composição do disco, a intérprete queria endereçar o término através da música, uma vez que foi uma experiência dramática em sua vida, incluindo-a no alinhamento. "The Best Day" é dedicada à mãe da cantora, Andrea Swift. É uma balada suave, e a única em Fearless a ser escrita na forma de verso simples, com ausência de refrão. A ideia da composição veio de um incidente ocorrido no ensino médio, quando Taylor Swift ligou para algumas de suas colegas, convidando-as para sair e fazer compras. Cada uma delas deu uma desculpa diferente para não ir, e Andrea concordou em levá-la ao shopping local. Chegando lá, as duas viram todas as garotas para as quais a jovem ligou passeando por uma loja da Victoria's Secret. "Eu lembro da minha mãe me olhando e dizendo: 'Nós vamos ao King of Prussia'. Era um shopping enorme na Pensilvânia, a 45 minutos de onde estávamos. Então saímos e fomos até lá. Minha mãe ajudou-me a escapar de coisas que eram dolorosas para mim. E nós falamos sobre isso durante todo o tempo em que estávamos lá, e nos divertimos bastante comprando". Foi escrita enquanto a artista estava em turnê, durante o verão boreal de 2007, e ela a gravou sem o conhecimento da mãe. Swift decidiu usar a obra como presente de Natal para sua genitora, criando um vídeo com filmagens caseiras. Na véspera de Natal, Andrea foi surpreendida com um DVD, que continha a produção de sua filha. De início, ela não notou que Taylor estava a cantar a faixa; quando percebeu e notou a letra, começou a chorar. Sua inclusão em Fearless ocorreu porque a jovem queria mostrar que sua mãe sempre foi sua melhor amiga. A musicista escreveu "Change" sobre sua esperança e aspiração de conseguir sucesso, mesmo assinada com a menor gravadora de Nashville, a Big Machine. Depois de tranquilizar a si mesma de que seria diferente no futuro, Swift começou a escrever a faixa, deixando-a incompleta, esperando uma ocorrência especial para completá-la. O dia em que finalizou "Change" foi quando venceu o prêmio Horizon Award no Country Music Association Awards de 2007 e viu Scott Borchetta, presidente da Big Machine Records, chorando.

## Repercussão

### Crítica profissional
| Críticas profissionais | Críticas profissionais |
| Pontuações agregadas   | Pontuações agregadas   |
| Fonte                  | Avaliação              |
| ---------------------- | ---------------------- |
| Metacritic             | 73/100                 |
| Avaliações da crítica  |                        |
| Fonte                  | Avaliação              |
| Allmusic               | [ 52 ]                 |
| Entertainment Weekly   | B                      |
| Pitchfork              | 8.1/10                 |
| Rolling Stone          | [ 55 ]                 |
| Slant Magazine         | [ 31 ]                 |
| The Guardian           | [ 56 ]                 |

Fearless foi recebido com críticas predominantemente positivas pelos profissionais especializados, que elogiaram as composições da artista, bem como a mistura de country e pop e os vocais. Alguns, contudo, criticaram-no por ser pouco diferente em relação ao disco de estreia da musicista. No agregador de resenhas Metacritic, que estabelece uma média de até cem pontos com base nas avaliações dos críticos musicais, o álbum obteve 73 pontos de aprovação, que foram baseados em 14 resenhas recolhidas, o que indica "análises geralmente positivas".
Stephen Thomas Erlewine, do banco de dados Allmusic, afirmou que Swift havia abandonado suas pretensões adolescentes, caracterizando-se como Shania Twain e Faith Hill antes destas tornarem-se "divas do country". O analista adicionou que a cantora apresenta-se como "uma irmã ao invés de uma grande estrela", apontando "Fifteen" como um exemplo prático disso. Embora tenha notado que os elementos pop do disco tinham superado o country e nomeado o produto um dos "melhores álbuns de pop mainstream de 2008", Erlewine comentou que o produto "não parecia uma tentativa berrante e grosseira de conseguir alcançar o sucesso crossover". Ken Tucker, da revista Billboard, escreveu: "Aqueles que achavam que Taylor Swift já era grande coisa após o lançamento de seu primeiro álbum, podem se preparar: ela está prestes a se tornar maior ainda. Embora tenham sido escritas por uma adolescente, suas canções apelam ao público em geral, e é aí que mora a genialidade e a acessibilidade em seu segundo trabalho". O jornalista James Reed publicou uma resenha no The Boston Globe, na qual disse acreditar que o charme da artista estava em sua composição, que era o que a separava de outros cantores adolescentes da mesma época, que baseavam-se em "grandes produtores e compositores e programas da Disney para conseguir uma carreira musical". Reed comparou-na com a banda Dixie Chicks, uma vez que, segundo ele, ambos conseguiram "deixar para trás a barreira entre o country comercial e as rádios mainstream". Escrevendo para a Pitchfork, Hazel Clis concedeu uma nota 8.1 ao disco e prezou sua produção equilibrada entre o country e o pop e o lirismo de Swift, que "captura e encapsula um sentimento feminino de excitação e angústia excêntrica que é bastante fugaz".

Frequentemente, um jovem artista que ganhou muitos elogios pelo álbum de estreia acaba recebendo uma saraivada da crítica quando lança o segundo trabalho. É a chamada síndrome da reação contrária. Ela acontece por duas razões. A primeira é que o nível estabelecido pelo primeiro álbum acaba sendo alto demais quando ele faz muito sucesso. E a segunda é que os críticos gostam de fazer seu nome escrevendo coisas contraintuitivas de propósito. Ou seja, havia motivo para Taylor se sentir ansiosa enquanto aguardava pelo veredito da crítica a respeito de Fearless.

—Chas Newkey-Burden, autor da biografia Taylor Swift: The Whole Story.
Robert Christgau avaliou Fearless com uma nota A–, afirmando que não apreciava a mensagem passada pela totalidade do álbum; segundo ele, passa-se a informação de que "Você tem de acreditar em histórias de amor, príncipes encantados e felizes para sempre". No entanto, Christgau mostrou-se impressionado com as habilidades de escrita de Swift, adjetivando-a de "uma garota adolescente incomumente-e-impossivelmente forte e talentosa". Adicionando que a jovem incluiu um realismo similar ao de um diário em todas as faixas do registro, ele finalizou afirmando: "o disco estabelece um padrão muito alto para outros artistas adolescentes e exemplos a serem seguidos". Para a revista Entertainment Weekly, Leah Greenblatt disse: "Uma fofa adolescente loira com vários hits em seu currículo — soa como mais uma qualquer, não é mesmo? Mas, à parte de um pote de Clairol, não há nada de Britney ou Christina em Swift". Greenblatt concluiu que sua base de fã permaneceria formada por jovens garotas durante muito tempo, mas cresceria conforme o tempo passasse.
Colunista do The Guardian, Alexis Petridis teve uma opinião mista em relação ao álbum, afirmando que é certamente "meigo e sem criatividade", mas executado de maneira incrível. Enquanto o ouvia, Petridis questionava-se se era necessário mais música do tipo, e concluiu: "O sentimento é de que o mundo irá responder em uma afirmação que rapidamente te domina". Jody Rosen, da revista Rolling Stone, adjetivou Swift de "uma sábia compositora com um dom intuitivo para a forma verso-refrão-ponte que [...] remete aos deuses do pop, Dr. Luke e Max Martin". De acordo com Rosen, o charme particular da artista é o entrelaçamento entre profissionalismo quase impessoal e confissões íntimas e reais. Em um texto para a Slant Magazine, Jonathan Keefe disse acreditar que Fearless mostrava que a cantora era capaz de possuir uma longa carreira musical. No entanto, Keefe mostrou-se decepcionado com o disco, pois não mostrava aperfeiçoamentos significativos como em Taylor Swift; no entanto, com uma voz imatura e pouca idade, para ele, a musicista ainda tinha tempo o suficiente para aperfeiçoar sua arte e fazer um grande trabalho. Josh Love, do The Village Voice, escreveu: "Essas palavras extraordinárias e autoconscientes de uma adolescente não vacilam, evitando magistralmente a armadilha de cair na banalidade de um diário e besteiras pseudo-profundas".
O The Washington Post publicou uma resenha de Chris Richards, que afirmou: "No mundo de Swift, toda canção está preparada para encantar as rádios, confirmando a habilidade da garota de 18 anos em escrever uma pilha de melodias consistentemente agradáveis". Richards notou que a voz empregada era apenas minimamente nasal e açucarada o suficiente para conseguir uma rotação grande na Rádio Disney, e pronta para fazer o mesmo na CMT. O resenhista também sentiu que Taylor era uma talentosa compositora, mas sua consistência às vezes caía em uniformidade.

### Reconhecimento

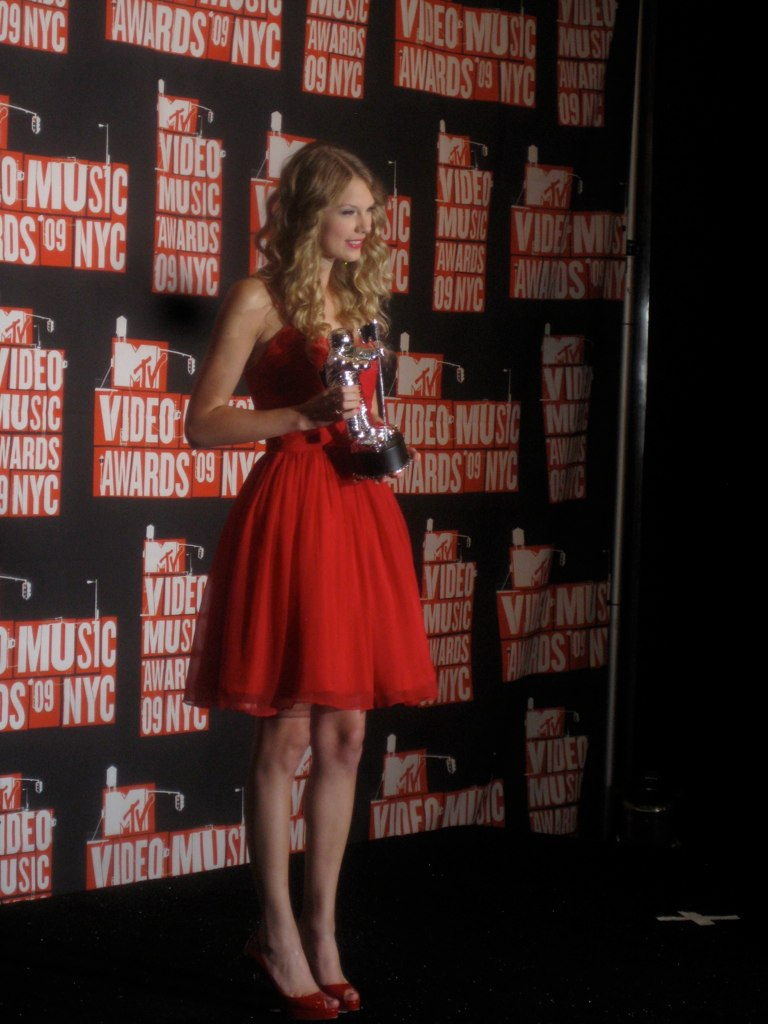
Taylor Swift segurando a estatueta de "Melhor Vídeo Feminino", que recebeu durante o MTV Video Music Awards de 2009 por "You Belong with Me".

Ao final de 2008, Fearless foi considerado o 38.º melhor álbum do ano pela revista Rolling Stone. A publicação comentou: "Mesmo em uma recessão, a fórmula para um hit best-seller é simples: você só precisa do refrão perfeito e uma poeta do primeiro ano do ensino médio para cantar a maldita composição. Com indeléveis acordes de guitarra e apelo aos teenyboppers, Swift prova que ninguém consegue alcançar seu profissionalismo ninja. Talvez o disco devesse ser chamado Peerless".
Além disso, o disco foi indicado e recebeu diversos prêmios musicais por todo o globo, acabando por tornar-se o mais premiado da história da música country. Em 5 de abril de 2009, a cantora esteve presente no Academy of Country Music Awards, na qual recebeu os troféus de "Álbum do Ano" e "Crystal Milestone", além de o vídeo de "Love Story" ter sido indicado para "Vídeo do Ano". Com o disco sendo considerado o melhor do ano, Taylor tornou-se a artista mais jovem a receber tal prêmio. Em outra entrega dedicada ao gênero country, Prêmios Country Music Association, a estadunidense conseguiu os galardões de "Álbum do Ano" por Fearless e "Vídeo do Ano" por "Love Story". Além dessas duas, a jovem em si foi considerada a "Entertainer do Ano". Durante a edição de 2009 dos Prêmios American Music, a compositora recebeu cinco indicações; destas, Fearless foi selecionado para "Álbum Country Favorito" e "Álbum de Pop/Rock Favorito", vencendo a primeira. Outra vitória conquistada foi a de "Canção Country do Ano" por "Love Story", nos Prêmios BMI de 2009.
Uma polêmica foi criada durante os Prêmios MTV Video Music de 2009. Após ganhar a condecoração de "Melhor Vídeo Feminino" por "You Belong with Me", Swift subiu ao palco e começou seu discurso de agradecimento. No entanto, durante este, o rapper Kanye West foi até lá e tomou o microfone de suas mãos, interrompendo-a e afirmando: "Taylor, estou muito feliz por você e eu vou deixar você terminar, mas Beyoncé [Knowles] tem um dos melhores vídeos de todos os tempos", referindo-se ao vídeo musical de "Single Ladies (Put a Ring on It)", que concorria na mesma categoria. A ação de West foi duramente criticada por diversas celebridades, como Barack Obama, que o adjetivou de "idiota". Ainda em 2009, a musicista recebeu uma nomeação para os Prêmios People's Choice ("Canção Country Favorita", "Love Story"), saindo de mãos vazias. Perdeu também em duas dos Prêmios Teen Choice, "Canção de Amor" e "Turnê Musical" ("Love Story" e Fearless Tour), embora tenha ganhado "Álbum Feminino". No Brasil, a revista Capricho organiza o Capricho Awards anualmente; na cerimônia de 2009, o prêmio de "Melhor Canção Internacional" foi para a supracitada "Love Story".
Na 52.ª edição do Grammy Award, foi nomeada em oito categorias, vencendo quatro: as de "Álbum do Ano" e "Melhor Álbum Country" por Fearless e as de "Melhor Canção de Country" e "Melhor Performance Vocal Country" por "White Horse". Com isso, a artista tornou-se a mais jovem a ter seu disco considerado o melhor do ano na premiação, com 20 anos, ultrapassando Alanis Morissette, que com Jagged Little Pill obteve o mesmo êxito aos 21. As indicações perdidas foram "Canção do Ano", "Gravação do Ano", "Melhor Performance Vocal Pop Feminina" e "Melhor Colaboração Pop com Vocais". Em 1º de março de 2010, foram anunciados os concorrentes dos Academy of Country Music Awards daquele ano, no qual Taylor Swift recebeu cinco indicações: "Artista do Ano", "Vocalista Feminina do Ano", "Canção do Ano" e "Vídeo do Ano". No entanto, quando os vencedores foram revelados em 18 de abril do mesmo ano, a artista não recebeu nenhuma condecoração. Com todos estes prêmios, Fearless tornou-se o primeiro trabalho da história a conquistar a categoria de "Álbum do Ano" nas premiações American Music Awards, Academy of Country Music Awards, Country Music Association Awards e Grammy Awards em um mesmo ano.

### Legado
Fearless perdurou – não tanto pelos banjos e bandolins que Swift dirigia para as rádios country, mas por sua tensão pop adolescente entre romances com final feliz e reflexões amargas sobre a ingenuidade juvenil, perfeitamente esculpidas nas letras concisas de Swift.

– Jon Pareles, The New York Times (2021).
O sucesso comercial e de crítica obtido por Fearless estabeleceu Swift como uma estrela mainstream além da cena da música country. Enquanto a cantora se identificava apenas como uma artista do gênero, o sucesso conquistado pelos singles "Love Story" e "You Belong with Me" provou que ela era capaz de se tornar uma estrela pop, o que acabaria acontecendo com o lançamento de seu quinto álbum de estúdio, 1989, em 2014. Jody Rosen, em um perfil para revista a New York, escreveu: "Há uma longa tradição de carpinteiros country: músicos de pontos ao norte que se espremem nas botas de cowboy, começam a perder o sotaque e vão direto para Nashville para lançar ou revitalizar suas carreiras. [...] Você poderia argumentar que a própria Swift percorreu esse caminho já gasto. Na verdade, ela fez uma manobra de isca e troca, plantando raízes em um solo argiloso do interior e movendo-se para a ascensão".
As composições de Swift em Fearless estabeleceram suas narrativas confessionais como uma marca registrada em seus próximos álbuns. Escrevendo para a Slate, o crítico Carl Wilson apelidou esta técnica de "Swiftian", apresentando-a como uma compositora e musicista competente, quebrando a noção da indústria de que as mulheres são "muito mais um fenômeno de comércio do que de arte". Em uma revisão retrospectiva de 2019 do álbum para o portal Pitchfork, Hazel Cills comentou que Fearless foi uma prova das habilidades da artista em escrever canções atemporais, observando a simplicidade e seriedade do álbum. Cills observou que entre outros ídolos adolescentes sexualizados, "havia algo novo sobre Swift ser uma adolescente e escrever sobre sua realidade em seus próprios termos, chegando ao mesmo espaço mainstream, redefinindo como 'pop adolescente' poderia soar no processo". Outras análises retrospectivas observaram os temas de sentimentos universais – desgosto, frustração, primeiro amor, aspirações – apresentados no projeto fizeram dele uma gravação que resistiu ao teste do tempo. Em 2017, o conjunto ficou em 99º lugar na lista dos "150 melhores álbuns feitos por mulheres" da NPR, selecionada pela crítica.

## Singles

### Oficiais
"Love Story" foi lançada como o single carro-chefe do disco em 12 de setembro de 2008, de maneira digital. A faixa foi recebida positivamente pelos críticos musicais, que elogiaram o estilo de escrita de Swift e a narrativa da canção. Também foi um grande sucesso comercial internacionalmente. É a música mais bem-vendida da cantora até a data, tendo vendido 8 milhões de cópias em todo o globo, estabilizando-se ainda como um dos singles de maior venda da história. Nos Estados Unidos, "Love Story" ultrapassou os 5 milhões de exemplares e é também uma das obras mais compradas. Era ainda o single de música country mais vendido de todos os tempos, até ser ultrapassado por "Need You Now" (2009), do trio Lady Antebellum, em abril de 2011. A composição teve como pico a quarta posição na Billboard Hot 100 e marcou o melhor número para uma música country na Mainstream Top 40 (Pop Songs) desde "You're Still the One" (1998), de Shania Twain. Na Austrália, foi a primeira canção da musicista a chegar à primeira colocação, onde recebeu disco de platina da Australian Recording Industry Association (ARIA). O vídeo musical acompanhante foi dirigido por Trey Fanjoy e o seu enredo segue Swift e seu namorado enquanto se encontram numa universidade e se imaginam em uma era anterior.
"White Horse" tornou-se a segunda música de trabalho de Fearless em 9 de dezembro de 2008. Recebeu análises positivas, com os resenhistas afirmando que Swift foi capaz de tornar a mensagem da faixa palpável e escolhendo-a como uma das melhores de todo o álbum. Embora não tenha conseguido reproduzir o sucesso de sua antecessora, a balada foi capaz de se desempenhar bem comercialmente. Teve como pico as posições treze na Billboard Hot 100 e dois na Hot Country Songs. Vendeu mais de 1,6 milhões de cópias nos Estados Unidos até fevereiro de 2011 e entrou em paradas de países como Austrália, Canadá e Reino Unido. O seu vídeo também foi dirigido por Fanjoy e apresenta a jovem terminando um relacionamento por telefone e tendo várias lembranças da relação ao lado de seu ex.

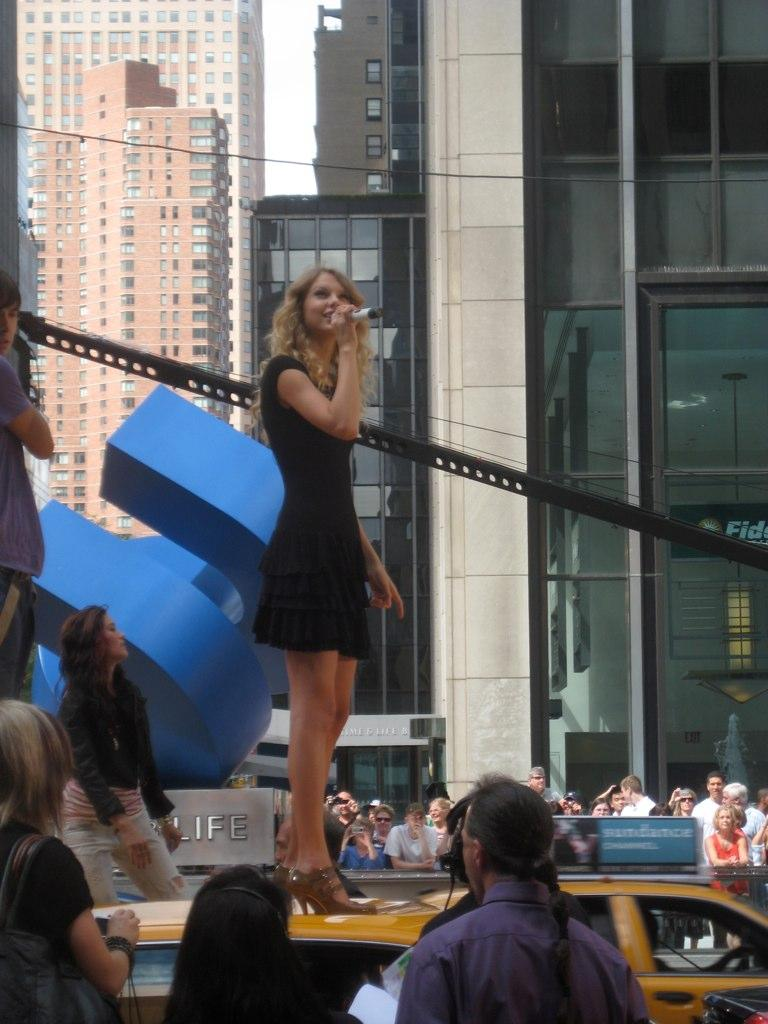
Swift apresentando "You Belong with Me" durante os ensaios para o MTV Video Music Awards de 2009.

"You Belong with Me" chegou às lojas como terceiro foco de promoção em 26 de abril de 2009. A recepção crítica foi mista, passando de "todas os hits da Taylor Swift soam igual" até "é uma de suas melhores canções". Contudo, o número obteve sucesso comercial pelo mundo. Nos Estados Unidos, ficou empatada com "Today Was a Fairytale" (2010) como as faixas de Taylor Swift que melhor se desempenharam na Billboard Hot 100, tendo ambas chegado à vice-liderança. Em 2012, entretanto, ambas foram superadas quando "We Are Never Ever Getting Back Together" chegou ao topo. Impulsionada principalmente pelo airplay das rádios não exclusivas de country, "You Belong with Me" estabilizou a maior audiência radiofônica crossover desde "Breathe" (2000), de Faith Hill. Tendo vendido mais de 3,6 milhões de exemplares até fevereiro de 2011, a obra é o terceiro single de country mais comprado de todos os tempos. Roman White dirigiu o videoclipe, cujo enredo foca em uma garota que secretamente é apaixonada por um garoto, mas ele já tem uma namorada; tanto a protagonista quanto a antagonista foram interpretadas por Swift. A produção recebeu os Prêmios MTV Video Music de "Melhor Vídeo Feminino", mas durante o discurso de agradecimento da estadunidense, o rapper Kanye West interrompeu-a em defesa de Beyoncé, que concorria na mesma categoria, criando uma controvérsia na mídia.
"Fifteen" foi lançada como terceiro single em 1º de setembro de 2009. Os jornalistas elogiaram-na por sua vulnerabilidade e a representação das adolescentes reais. Comercialmente, a música teve uma performance mediana, tendo como pico o número 21 na Billboard Hot 100 e dezenove na Canadian Hot 100. No país de origem da artista, foram compradas 1,1 milhões de cópias digitais até fevereiro de 2011. O seu teledisco foi dirigido por White e possui um uso pesado de efeitos especiais, destacando-se a técnica chroma key. Mostra Swift andando por um jardim, onde revive várias memórias com sua amiga.
"Fearless", a faixa-título, tornou-se a quinta e última música de trabalho do produto em 4 de janeiro de 2010. A imprensa respondeu de maneira positiva à canção, e a elogiou por apelar a diferentes faixas etárias. Na Billboard Hot 100, teve como pico a nona colocação após seu lançamento como single promocional. Durante esse tempo, foi certificada como ouro pela Recording Industry Association of America (RIAA) pelos mais de 500 mil downloads digitais. Tornou-se o primeiro single a ser lançado após ter sido certificado como ouro pela RIAA. Depois de ser distribuída oficialmente como tal, "Fearless" conseguiu apenas chegar à posição 76. Na Espanha, teve como melhor número o 32. A canção tem um vídeo acompanhante que consiste em conteúdo da Fearless Tour e dos seus bastidores; foi dirigido por Todd Cassetty.

### Promocionais
Quatro singles promocionais foram lançados por Swift, como parte da campanha "Countdown to Fearless". O primeiro deles foi "Change", em 8 de agosto de 2008. A faixa foi usada  pela emissora estadunidense NBC durante seus resumos diários sobre os principais acontecimentos dos Jogos Olímpicos de 2008, além de ser incluída na coletânea esportiva AT&T TEAM USA Soundtrack, voltada para a torcida do país. Todos os lucros obtidos com o trabalho foram doados para a equipe olímpica dos Estados Unidos. "Fearless" foi disponibilizada em 14 de outubro de 2008, "You're Not Sorry" em 28 de outubro e "You Belong with Me" em 4 de novembro. Dessas quatro, "Change" e "You're Not Sorry" não tornaram-se singles oficiais.

## Divulgação

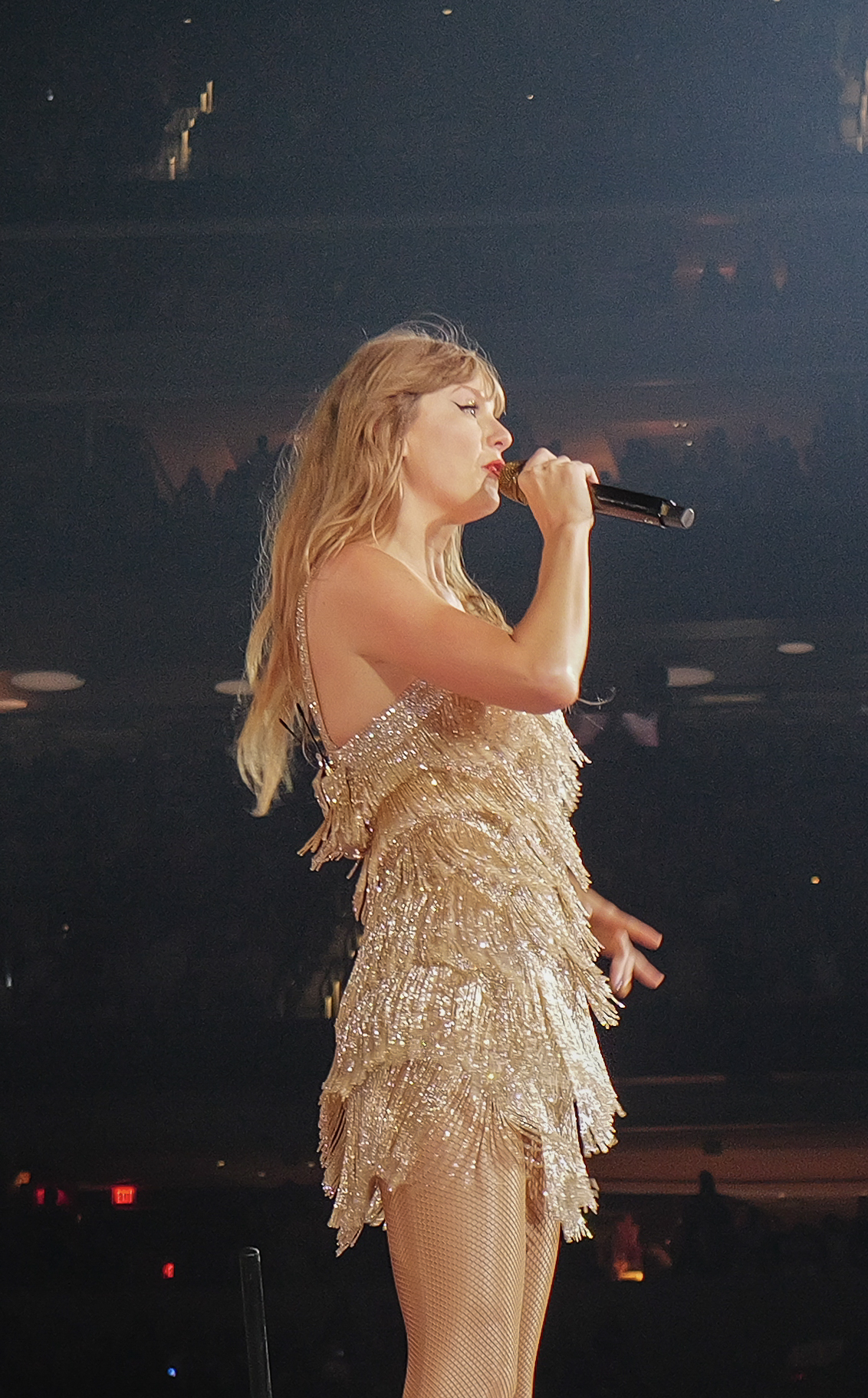
Swift durante a etapa Fearless na The Eras Tour (2023).

Como parte da divulgação de Fearless, Swift apareceu em vários programas televisivos e premiações. Durante o fim de 2008 e o começo de 2009, ela apresentou-se com "Love Story" no Good Morning America, Late Show with David Letterman, The Ellen DeGeneres Show, no Country Music Awards de 2008, num dueto com a banda Def Leppard no CMT Crossroads, no Stripped, produção da Clear Channel, Studio 330 Sessions e no Saturday Night Live. Swift cantou "Fifteen" pela primeira vez em um dueto com a atriz e cantora Miley Cyrus nos Prêmios Grammy de 2009. Na ocasião, a dupla sentou-se em bancos de madeira para uma apresentação acústica da obra. Em 29 de novembro de 2008, ocorreu nos Prêmios American Music a primeira apresentação televisionada de "White Horse". Nesta ocasião, Swift apresentou a música usando um longo vestido branco e sentada em um grande sofá com estampas florais. Mais tarde, a cantora participou do anúncio dos indicados ao Grammy, onde cantou esta canção juntamente com um cover de "I'm Sorry" (1960) da cantora estadunidense Brenda Lee. Numa viagem ao Reino Unido, ela esteve presente no Loose Women, onde cantou "Love Story", e no Later... with Jools Holland, onde ocorreram performances de "Love Story" e "Fifteen". A última também foi apresentada no The Paul O'Grady Show. Continuando com o processo de divulgação nos Estados Unidos, durante o verão boreal de 2009, Swift apareceu em diversos programas e eventos, incluindo o AOL Sessions, o Studio 330 Sessions, o CMA Music Festival, e o V Festival.
Em 29 de maio de 2009, ela esteve no The Today Show, onde cantou "You Belong with Me". Swift também cantou a música nos Prêmios MTV Video Music, no mesmo dia em que Kanye West interrompeu seu discurso de agradecimento. Na ocasião, ela iniciou seu espetáculo em uma estação de metrô de Nova Iorque, usando um longo casaco. Depois de cantar alguns versos, a cantora tirou seu agasalho e revelou ao público um vestido de cocktail vermelho, que estava usando por baixo. Em seguida, ela entrou no metrô e começou a cantar com os passageiros lá presentes. Uma vez que o metrô terminou sua parada, a artista finalizou o seu show ao ar livre e em cima de um táxi amarelo. Após este espetáculo na MTV, a intérprete se apresentou com o tema em programas como The View e Saturday Night Live. Com o fim do verão de 2009 no hemisfério norte, iniciou-se a difusão de Fearless fora dos Estados Unidos; entre os diversos shows que fez no exterior, Swift cantou em um evento promovido pelo canal de televisão britânico GMTV, no concerto australiano de caridade Sydney Sound Relief, no talk show japonês The Sukkiri Morning Show, o festival canadense Cavendish Beach Music Festival, e o programa de televisão Dancing with the Stars.
Durante a 52.ª edição do Grammy Awards, Swift apresentou um medley de três músicas. Vestindo uma blusa branca e calças jeans preta, a cantora iniciou o seu número com "Today Was a Fairytale" e, em seguida, anunciou: "É como um conto de fadas e uma honra dividir o palco com Stevie Nicks". Na sequência, Nicks e Taylor realizaram um cover de "Rhiannon" (1976), uma canção escrita pela própria Stevie Nicks e gravada pela banda Fleetwood Mac, no qual ela fazia parte. Após cantarem essa música, Swift pegou um violão para a terceira e última parte de seu medley: uma versão aguda de "You Belong with Me". Nesta parte da apresentação, Nicks ficou para trás, tocando seu pandeiro e balançando a cabeça, de vez em quando indo até ao microfone para cantar com a intérprete da obra. Eric Ditzian da MTV News afirmou estar decepcionado com a falta de harmonia musical entre Swift e Nicks, mas disse que as duas "representaram uma dupla convincente, um retrato de duas gerações separadas por anos, mas reunidas pela música". A performance seguiu de uma reação bastante negativa no que diz respeito ao vocal de Swift fora de sua chave musical padrão, que fez com que Scott Borchetta, CEO da Big Machine Records, emitisse uma declaração defendendo o desempenho da artista.

### Fearless Tour

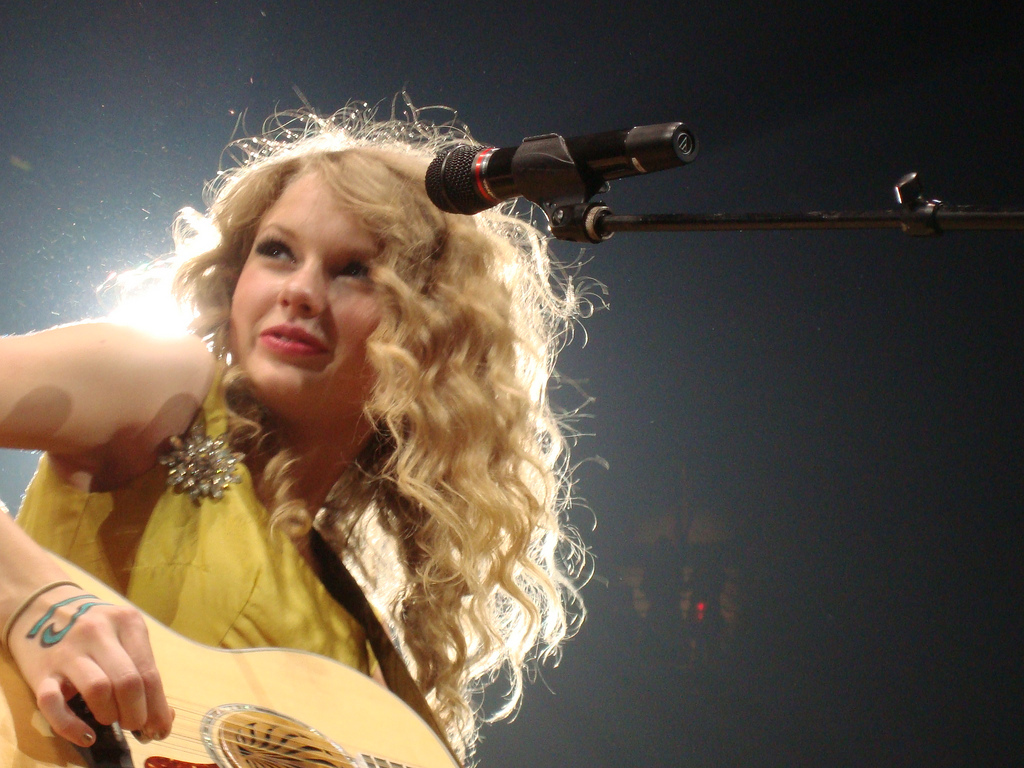
Swift apresentando "Fifteen" durante um concerto da Fearless Tour.

A primeira turnê de Swift, a Fearless Tour, em divulgação a Fearless e Taylor Swift, foi anunciada em 29 de janeiro de 2009, através do site oficial da artista. Os primeiros ingressos ficaram disponíveis em fevereiro, esgotando quase imediatamente. O primeiro concerto ocorreu em Evansville, Indiana, em 23 de abril de 2009, e o último foi realizado em Cavendish, no Canadá. Os ingressos para a apresentação no Madison Square Garden esgotaram em um minuto, um recorde ainda da cantora. No total, a turnê passou por quatro continentes — Oceania, Ásia, Europa e América do Norte — e teve 122 shows. O faturamento foi de 63.705.590 dólares, com um público de 1.138.977 pessoas. A parte norte-americana da turnê teve como atos de abertura o grupo Gloriana e a cantora Kellie Pickler. Durante a passagem da digressão pela Europa, Justin Bieber foi o escolhido para abrir os concertos. Bieber também participou de outras datas selecionadas. Além disso, a cantora se apresentou com convidados, como Faith Hill, Katy Perry e John Mayer. A turnê foi documentada e através do especial Journey to Fearless, exibido em três noites no The Hub, com a estreia ocorrendo em 22 de outubro de 2010, e depois comercializado em DVD e blu-ray em várias regiões do planeta pela Shout! Factory. Na exibição televisiva, o documentário teve um audiência de 106 mil espectadores, segundo a Nielsen.

## Lista de faixas
Fearless possui treze faixas em sua edição padrão. Internacionalmente, foram incluídas três faixas bônus: "Our Song", "Teardrops on My Guitar" e "Should've Said No", todas extraídas de Taylor Swift (2006). Na Austrália, em substituição à última, foi adicionada uma versão pop de "Love Story"; no Japão, foram adicionadas outras quatro canções, extraídas de Beautiful Eyes (2008). Na loja online iTunes Store britânica, incluiu-se uma versão de "Umbrella", da cantora barbadense Rihanna, e uma entrevista com Swift. Além disso, a varejista Target lançou um DVD exclusivo contendo imagens das sessões de gravação de "Change" e "Breathe". Em 26 de outubro de 2009, Swift lançou Fearless: Platinum Edition, que acrescenta seis canções inéditas ao alinhamento de faixas original.

Todas as faixas foram escritas por Taylor Swift e produzidas por Nathan Chapman e Swift, exceto onde indicado.
| Fearless – Edição padrão |                                         |                                       |         |  |
| N.º                      | Título                                  | Compositor(es)                        | Duração |  |
| 1.                       | "Fearless"                              | Taylor Swift Liz Rose Hillary Lindsey | 4:01    |  |
| 2.                       | "Fifteen"                               |                                       | 4:54    |  |
| 3.                       | "Love Story"                            |                                       | 3:55    |  |
| 4.                       | "Hey Stephen"                           |                                       | 4:14    |  |
| 5.                       | "White Horse"                           | Swift Rose                            | 3:54    |  |
| 6.                       | "You Belong with Me"                    | Swift Rose                            | 3:51    |  |
| 7.                       | "Breathe" (com part. de Colbie Caillat) | Swift Caillat                         | 4:23    |  |
| 8.                       | "Tell Me Why"                           | Swift Rose                            | 3:20    |  |
| 9.                       | "You're Not Sorry"                      |                                       | 4:21    |  |
| 10.                      | "The Way I Loved You"                   | Swift John Rich                       | 4:03    |  |
| 11.                      | "Forever & Always"                      |                                       | 3:45    |  |
| 12.                      | "The Best Day"                          |                                       | 4:05    |  |
| 13.                      | "Change"                                |                                       | 4:40    |  |
| Duração total:           | Duração total:                          | Duração total:                        | 53:41   |  |

| Fearless – Edição internacional (faixas bônus) |                                              |                |                |         |  |
| N.º                                            | Título                                       | Compositor(es) | Produtor(es)   | Duração |  |
| 14.                                            | "Our Song" (International Mix)               |                | Chapman        | 3:21    |  |
| 15.                                            | "Teardrops on My Guitar" (International Mix) | Swift Rose     | Chapman        | 3:15    |  |
| 16.                                            | "Should've Said No" (International Mix)      |                | Chapman        | 4:08    |  |
| Duração total:                                 | Duração total:                               | Duração total: | Duração total: | 64:25   |  |

| Fearless – Edição japonesa (faixas bônus) |                                     |                               |                     |         |  |
| N.º                                       | Título                              | Compositor(es)                | Produtor(es)        | Duração |  |
| 17.                                       | "Beautiful Eyes"                    |                               | Robert Ellis Orrall | 2:58    |  |
| 18.                                       | "Picture to Burn" (Edição de rádio) | Swift Rose                    | Chapman             | 2:53    |  |
| 19.                                       | "I'm Only Me When I'm with You"     | Swift Orrall Angelo Petraglia | Orrall Petraglia    | 3:34    |  |
| 20.                                       | "I Heart ?"                         |                               | Orrall              | 3:17    |  |
| Duração total:                            | Duração total:                      | Duração total:                | Duração total:      | 77:04   |  |

| Fearless – Edição da iTunes Store do Reino Unido (faixas bônus) |                             |                                                             |         |  |
| N.º                                                             | Título                      | Compositor(es)                                              | Duração |  |
| 14.                                                             | "Umbrella" (Live from SoHo) | Christopher Stewart Terius Nash Thaddis Harrel Shawn Carter | 1:31    |  |
| 15.                                                             | "Video Interview Piece"     |                                                             | 2:59    |  |
| Duração total:                                                  | Duração total:              | Duração total:                                              | 58:11   |  |

| Fearless: Platinum Edition – CD |                                         |                                                   |         |  |
| N.º                             | Título                                  | Compositor(es)                                    | Duração |  |
| 1.                              | "Jump Then Fall"                        |                                                   | 3:56    |  |
| 2.                              | "Untouchable"                           | Swift Cary Barlowe Nathan Barlowe Tommy Lee James | 5:11    |  |
| 3.                              | "Forever & Always" (Versão em piano)    |                                                   | 4:27    |  |
| 4.                              | "Come in with the Rain"                 | Swift Rose                                        | 3:58    |  |
| 5.                              | "Superstar"                             | Swift Rose                                        | 4:21    |  |
| 6.                              | "The Other Side of the Door"            |                                                   | 3:57    |  |
| 7.                              | "Fearless"                              | Swift Rose Lindsey                                | 4:01    |  |
| 8.                              | "Fifteen"                               |                                                   | 4:54    |  |
| 9.                              | "Love Story"                            |                                                   | 3:55    |  |
| 10.                             | "Hey Stephen"                           |                                                   | 4:14    |  |
| 11.                             | "White Horse"                           | Swift Rose                                        | 3:54    |  |
| 12.                             | "You Belong with Me"                    | Swift Rose                                        | 3:51    |  |
| 13.                             | "Breathe" (com part. de Colbie Caillat) | Swift Caillat                                     | 4:23    |  |
| 14.                             | "Tell Me Why"                           | Swift Rose                                        | 3:20    |  |
| 15.                             | "You're Not Sorry"                      |                                                   | 4:21    |  |
| 16.                             | "The Way I Loved You"                   | Swift Rich                                        | 4:04    |  |
| 17.                             | "Forever & Always"                      |                                                   | 3:45    |  |
| 18.                             | "The Best Day"                          |                                                   | 4:05    |  |
| 19.                             | "Change"                                |                                                   | 4:40    |  |
| Duração total:                  | Duração total:                          | Duração total:                                    | 79:19   |  |

| Fearless: Platinum Edition – DVD |                                                   |                |         |  |
| N.º                              | Título                                            | Director(s)    | Duração |  |
| 1.                               | "Change" (Videoclipe)                             | Shawn Robbins  | 3:47    |  |
| 2.                               | "The Best Day" (Videoclipe)                       | Swift          | 4:34    |  |
| 3.                               | "Love Story" (Videoclipe)                         | Trey Fanjoy    | 3:54    |  |
| 4.                               | "White Horse" (Videoclipe)                        | Fanjoy         | 4:03    |  |
| 5.                               | "You Belong with Me" (Videoclipe)                 | Roman White    | 4:37    |  |
| 6.                               | "Love Story" (Bastidores)                         |                | 22:00   |  |
| 7.                               | "White Horse" (Bastidores)                        |                | 22:00   |  |
| 8.                               | "You Belong with Me" (Bastidores)                 |                | 20:45   |  |
| 9.                               | "Fearless Tour 2009 Photo Gallery"                |                |         |  |
| 10.                              | "Fearless Tour 2009 First Show Behind the Scenes" |                | 10:41   |  |
| 11.                              | "CMT Awards Thug Story" (com part. de T-Pain)     | Peter Zavadil  | 1:26    |  |
| Duração total:                   | Duração total:                                    | Duração total: | 97:47   |  |

Notas:
- "Untouchable" é uma versão retrabalhada da canção de mesmo nome (2007) da banda Luna Halo, escrita por Cary Barlowe, Nathan Barlowe e Tommy Lee James.[158]

## Equipe e colaboradores
Lista-se abaixo os profissionais envolvidos na elaboração de Fearless, de acordo com o encarte do álbum:
| - Sammie Allan: vocal de apoio - Joseph Anthony Baker: fotografia - Steve Blackmon: assistência de mixagem - Drew Bollman: assistência de mixagem - Scott Borchetta: produção executiva - Andrew Bowers: estalo - Nicholas Brown: estalo - Nick Buda: bareria - Kenzie Butler: assistência de engenharia, engenharia - Colbie Caillat: estalo, vocal de apoio, vocal participante - Jason Campbell: coordenação de produção - Chad Carlson: engenharia, mixagem, gravação - Joseph Cassell: figurinista - Todd Cassetty: gravação aprimorada - Nathan Chapman: guitarra acústica, baixo eletrônico, guitarra elétrica, teclados, órgão Hammond, bandolim, mixagem, instrumentos de percussão, piano, produção, programação, guitarra de ferro, harmonia vocal - Carolyn Cooper: estalo - Burrus Cox: estalo - Eric Darken: instrumentos de percussão, vibrafone - Shawn Daughtry: assistência de mixagem - Dan Dugmore: guitarra de ferro - Lauren Elcan: estalo - Caitlin Evanson: harmonia vocal - Kyle Ford: assistência de engenharia, engenharia - Kyle Ginther: assistência de engenharia, engenharia - Kenny Greenberg: guitarra elétrica - Jed Hackett: engenharia - Rob Hajacos: rabeca | - Tony Harrell: órgão Hammond, teclado, piano - Amos Heller: baixo eletrônico - Claire Indie: violoncelo - John Keefe: bateria - Tim Lauer: órgão Hammond, teclado, piano - Matt Legge: assistência de engenharia, engenharia - Tim Marks: baixo eletrônico - Delaney McBride: estalo - Emma McBride: estalo - Justin McIntosh: design gráfico - Grant Mickelson: guitarra eletrônica - Ash Newell: fotografia - Justin Niebank: mixagem - Sheryl Nields: fotografia - Mark Petaccia: assistência de engenharia, engenharia - Lee Ann Ramey: arte da capa, design gráfico - Sandi Spika: cabelo, maquiagem, figurino - Bryan Sutton: guitarra acústica, bandolim - Whitney Sutton: coordenação de cópia - Taylor Swift: design do encarte, vocal principal, produção, harmonia vocal - Todd Tidwell: assistência de engenharia, engenharia, assistência de mixagem - Ilya Toshinsky: banjo - Lorrie Turk: maquiagem - Brady Wardlaw: cabelo - Hank Williams: masterização - Brian David Willis: engenharia - Al Wilson: percussão - Jonathan Yudkin: violoncelo, arranjo de cordas, instrumentos de cordas |

## Desempenho comercial

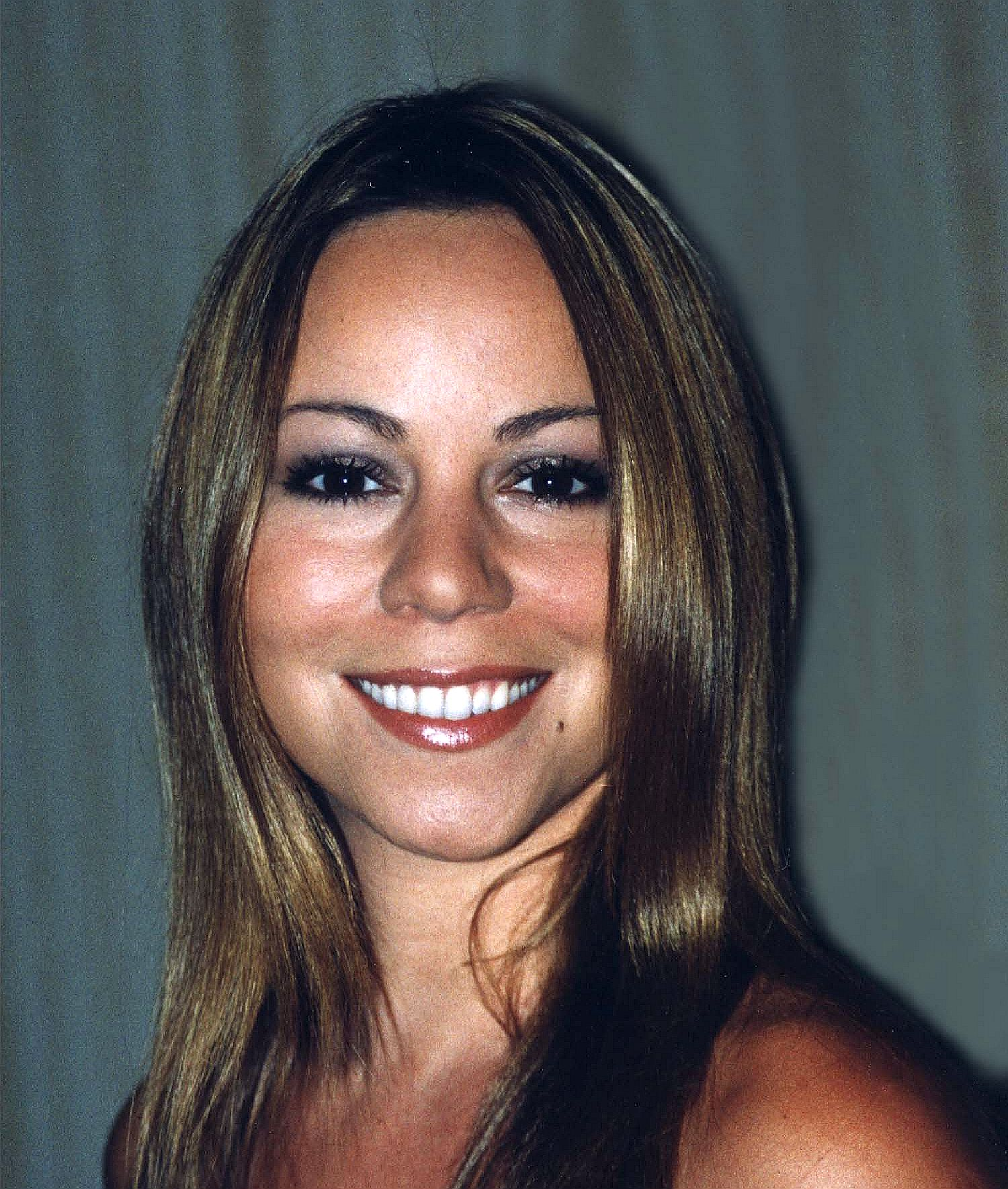
Ao passar onze semanas não consecutivas na liderança da Billboard 200, Fearless tornou-se o sexto disco a ficar mais tempo no topo, estando empatado com o álbum epônimo de estreia (1990) de Mariah Carey (foto).

Na semana terminada em 29 de novembro de 2008, Fearless estreou no topo da Billboard 200 com mais de 592 mil cópias vendidas em sua primeira semana — o maior número para um álbum desde que Long Road Out of Eden, da banda Eagles, vendeu 711 mil cópias no período de lançamento em novembro de 2007. Na semana seguinte, o álbum desceu para a quarta posição, com 217 mil exemplares comprados (uma queda de 63% em relação ao período anterior). Três semanas depois, o produto retornou ao cume com mais de 249 mil réplicas distribuídas, e ficou na primeira colocação por onze semanas não consecutivas. Tornou-se o disco que permaneceu por mais tempo no ápice desde que Santana e Supernatural passaram doze semanas na liderança entre 1999 e 2000, sendo ainda o maior "reinado" da Billboard 200 na década de 2000. Além disso, Fearless é o disco de uma artista feminina de country que ficou mais tempo no topo, o terceiro contando cantores de ambos os sexos e o sexto dentre todos os gêneros musicais, empatado com o álbum epônimo de estreia (1990) de Mariah Carey. Depois de deixar a liderança da tabela em março de 2009, o registro continuou a vender fortemente durante o resto do ano, tendo alcançado 5 milhões e 217 mil cópias até 31 de dezembro, tornando-se o mais vendido de 2009 nos Estados Unidos. Com isso, Swift, à época com 20 anos, tornou-se a artista mais jovem a ter o disco mais comprado do ano, e também a única cantora de country a conseguir o feito. O sucesso de Fearless continuou por anos após seu lançamento. Em 30 de janeiro de 2010, marcou sua 52.ª semana nas dez melhores posições da parada, fazendo-o ser um dos dezoito discos que ficaram no top 10 por um ano ou mais, e o único dos anos 2000. O álbum registrou um total de 58 períodos de sete dias nos dez mais, sendo assim o projeto que mais tempo ficou entre os dez mais vendidos para um artista country. Na tabela de álbuns country da Billboard, a compilação ficou no cume por 35 semanas não consecutivas. O disco foi certificado como diamante pela Recording Industry Association of America (RIAA) pelos mais de sete milhões de exemplares comercializados. É o segundo álbum mais vendido dos últimos seis anos e o sexto mais comprado de maneira digital da história.
No Canadá, Fearless entrou no ápice da parada de álbuns em 29 de novembro de 2008, com 27 mil réplicas distribuídas. Embora tenha ficado somente uma semana no topo, o disco passou 66 semanas na tabela, e foi certificado como platina quádrupla pela Music Canada, em razão das mais de 320 mil cópias compradas. O projeto obteve sucesso em outros países. Na Austrália, estreou na posição 50 na semana de 30 de novembro de 2008 e saiu da lista na seguinte. Em 25 de janeiro de 2009, retornou à ARIA Charts na colocação 42, e, nove semanas depois, teve seu pico na vice-liderança. Foi certificado platina quíntupla pela Australian Recording Industry Association (ARIA) pelo excedente de 350 mil exemplares. Na Nova Zelândia, o conjunto debutou na segunda colocação na semana terminada em 16 de março de 2009 e ascendeu para o cume na seguinte. Foi certificado como platina dupla pela Recording Industry Association of New Zealand (RIANZ) por 30 mil réplicas.
Foram adquiridas 400 mil cópias do registro na Ásia até fevereiro de 2011. No Japão, estreou na 22.ª posição com 4.945 exemplares vendidos na primeira semana de julho de 2009; teve pico na oitava colocação. Foi eventualmente certificado como disco de ouro pela Recording Industry Association of Japan (RIAJ), por 100 mil réplicas. Nas Filipinas, recebeu a condecoração de platina nônupla (a maior que obteve) da Philippine Association of the Record Industry (PARI), por ter sido comercializado 135 mil vezes. Na Europa, Fearless também foi bem, entrando na 18.ª posição da European top 100 Albums. Sua melhor colocação no continente foi na tabela britânica, a UK Albums Chart, onde debutou na quinta. Embora tenha descido nos números nas semanas seguintes, oscilou na lista por 63 semanas, e foi certificado como platina pela British Phonographic Industry (BPI) ao vender 300 mil cópias. Na Irlanda, seu melhor desempenho foi no número sete, e foi certificado como platina dupla pela Irish Recorded Music Association (IRMA), com 30 mil compras. Obteve menos sucesso na Europa Continental, ficando nas vinte melhores posições em Alemanha, Áustria, Grécia, Noruega, Rússia e Suécia. O único país sul-americano no qual o disco entrou na parada oficial foi o Brasil, onde teve como melhor colocação na lista compilada pela Pro-Música Brasil a 18.ª. No total, Fearless vendeu mais de 12 milhões de cópias em todo o mundo.
| País — Tabela musical (2008—09)     | Melhor posição |
| ----------------------------------- | -------------- |
| Alemanha (GfK Entertainment Charts) | 12             |
| Austrália (ARIA Charts)             | 2              |
| Austrália (ARIA Country Albums)     | 1              |
| Áustria (Ö3 Austria Top 40)         | 14             |
| Bélgica (Ultratop 50 de Flandres)   | 52             |
| Bélgica (Ultratop 40 de Valônia)    | 68             |
| Brasil (PMB)                        | 18             |
| Canadá (Canadian Albums Chart)      | 1              |
| Dinamarca (Hitlisten)               | 23             |
| Escócia (OCC)                       | 4              |
| Espanha (PROMUSICAE)                | 28             |
| Estados Unidos (Billboard 200)      | 1              |
| Estados Unidos (Top Country Albums) | 1              |
| Europa (European top 100 Albums)    | 18             |
| França (SNEP)                       | 26             |
| Grécia (IFPI Grécia)                | 19             |
| Irlanda (IRMA)                      | 7              |
| Japão (Oricon)                      | 8              |
| México (AMPROFON)                   | 37             |
| Noruega (VG-lista)                  | 5              |
| Nova Zelândia (Recorded Music NZ)   | 1              |
| Países Baixos (MegaCharts)          | 43             |
| Reino Unido (UK Albums Chart)       | 5              |
| Reino Unido (UK Country Chart)      | 1              |
| Rússia (2M)                         | 17             |
| Suécia (Sverigetopplistan)          | 12             |
| Suíça (Schweizer Hitparade)         | 35             |

| País — Tabela musical (2008)        | Posição |
| ----------------------------------- | ------- |
| Estados Unidos (Billboard 200)      | 66      |
| Estados Unidos (Top Country Albums) | 13      |
| País — Tabela musical (2009)        | Posição |
| Austrália (ARIA Charts)             | 4       |
| Canadá (Canadian Albums Chart)      | 2       |
| Estados Unidos (Billboard 200)      | 1       |
| Estados Unidos (Top Country Albums) | 1       |
| Nova Zelândia (Recorded Music NZ)   | 2       |
| Reino Unido (UK Albums Chart)       | 46      |

| País — Tabela musical (2010)        | Posição |
| ----------------------------------- | ------- |
| Austrália (ARIA Charts)             | 17      |
| Canadá (Canadian Albums Chart)      | 14      |
| Estados Unidos (Billboard 200)      | 7       |
| Estados Unidos (Top Country Albums) | 2       |
| Japão (Oricon)                      | 75      |
| Nova Zelândia (Recorded Music NZ)   | 31      |
| Reino Unido (UK Albums Chart)       | 122     |
| País — Tabela musical (2011)        | Posição |
| Estados Unidos (Billboard 200)      | 88      |
| Estados Unidos (Top Country Albums) | 42      |
| País — Tabela musical (2012)        | Posição |
| Estados Unidos (Billboard 200)      | 126     |
| País — Tabela musical (2013)        | Posição |
| Estados Unidos (Top Catalog Albums) | 39      |

| País — Tabela musical (2000–09) | Posição |
| ------------------------------- | ------- |
| Estados Unidos (ARIA Charts)    | 87      |
| Estados Unidos (Billboard 200)  | 56      |

| País — Tabela musical (1945–2015) | Posição |
| --------------------------------- | ------- |
| Estados Unidos (Billboard 200)    | 4       |

| Região | Certificação | Vendas     |
| --- | ------------ | ---------- |
| Alemanha (BVMI) | Platina      | 100 000^   |
| Austrália (ARIA) | 8× Platina   | 560 000‡   |
| Áustria (IFPI Áustria) | Ouro         | 10 000*    |
| Canadá (Music Canada) | 4× Platina   | 320 000*   |
| Dinamarca (IFPI Dinamarca) | Platina      | 20 000‡    |
| Estados Unidos (RIAA) | Diamante     | 7 210 000  |
| Filipinas (PARI) | 9× Platina   | 135 000*   |
| Irlanda (IRMA) | 2× Platina   | 30 000^    |
| Japão (RIAJ) | Ouro         | 100 000^   |
| Noruega (IFPI Noruega) | Ouro         | 15 000*    |
| Nova Zelândia (RIANZ) | 3× Platina   | 45 000*    |
| Singapura (RIAS) | Platina      | 10 000*    |
| Reino Unido (BPI) | 2× Platina   | 600 000‡   |
| Resumos |              |            |
| Golfo Pérsico (IFPI) | Ouro         | 3 000^     |
| Mundo | —            | 12 000 000 |
| *números de vendas baseados somente na certificação ^distribuições baseadas apenas na certificação ‡vendas+valores de streaming baseados somente na certificação |              |            |